# Gonystylus calophyllus
Gonystylus calophyllus är en tibastväxtart som beskrevs av Ernest Friedrich Gilg. Gonystylus calophyllus ingår i släktet Gonystylus och familjen tibastväxter. Inga underarter finns listade i Catalogue of Life.